# Блек Дајмонд (Алберта)
Блек Дајмонд, у буквалном преводу Црни Дијамант (енгл. Black Diamond) је малена варошица у југоисточном делу канадске провинције Алберта у статистичкој регији Велики Калгари. 
Варошица основана 1907. смештена је на обронцима Стеновитих планина на надморској висини од 1.180 метара. Варош је удаљена свега 3 км од варошице Тарнер Вали са којом је повезана железницом и око 60 км југозападно од Калгарија. 
Према подацима пописа становништва из 2011. у варошици је живело 2.373 становника што је за чак 25% више у односу на попис из 2006. када је регистровано 1.900 становника.

## Становништво
| 2011. |
| ----- |
| 2.373 |